# Walter Dew
Walter Dew est un policier anglais, inspecteur puis chef-inspecteur du Metropolitan Police Service de Londres, né le 17 avril 1863 à Hardingstone, dans le Northamptonshire. Walter Dew est renommé pour avoir participé à deux des plus grandes affaires de Scotland Yard : la traque de Jack l’Éventreur en 1888 à Whitechapel, et l’affaire du docteur Crippen, accusé d'avoir empoisonné sa femme à la scopolamine, en 1910, et que Dew arrêta après une course-poursuite à travers l’Atlantique, jusqu’au Canada.
Après avoir servi dans différentes divisions du Metropolitan Police Service (Division X-Paddington, puis Division H–Whitechapel), Dew fut un des inspecteurs impliqués dans l’enquête autour de l’assassinat de Mary Jane Kelly en novembre 1888, mutilée et assassinée par le tueur en série Jack l'Éventreur. Dans ses mémoires, Dew raconte qu’il fut un des premiers policiers à entrer dans la chambre de Mary Kelly, au n° 13 de Miller’s Court.
Walter Dew a publié ses mémoires en 1938, dans lesquelles il exprime ses désillusions et ses regrets de ne pas avoir réussi à identifier Jack l'Éventreur.
Walter Dew est mort le 16 décembre 1947, à Worthing, dans le Sussex.

## Littérature et fiction
Walter Dew apparait comme personnage du roman Blackout Baby, du romancier français Michel Moatti, publié en 2014 par HC Éditions. Ce roman est une sequel du précédent roman de l'auteur, Retour à Whitechapel.